# Tószeg
Tószeg is een plaats (község) en gemeente in het Hongaarse comitaat Jász-Nagykun-Szolnok. Tószeg telt 4697 inwoners (2002).
De plaats ligt even ten zuiden van Szolnok nabij de ringweg M4 (Hongarije) aan de oever van de rivier de Tisza.
In de plaats staat een fabriek van de Nederlandse rijwielenfabrikant Accell, er worden onder meer Batavus fietsen gemaakt. 

## Galerij

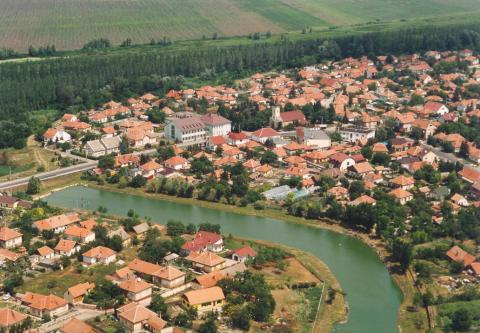
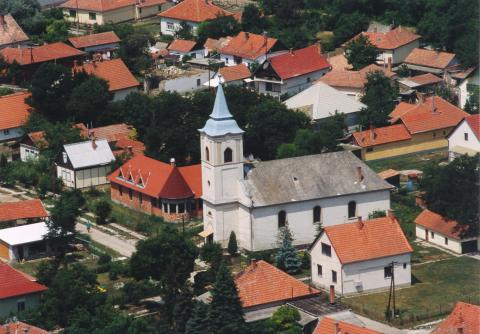
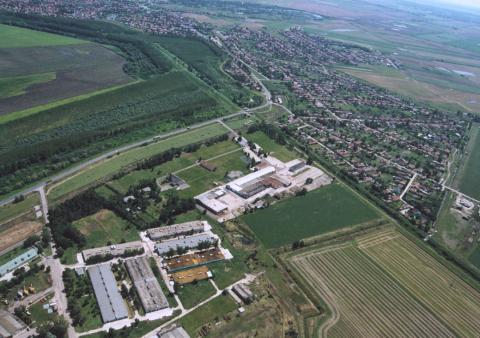